# 卢洪洲
卢洪洲（1966年3月24日—），安徽淮北人，中华人民共和国传染病医生及传染病学家，主任医师，二级教授、内科学博士、留美博士后；内科学博士生导师、护理学博士生导师、公共卫生管理博士生导师、公共卫生法律硕士生导师；博士后流动站站长。1987年加入中国共产党。入选教育部长江学者、国家百千万人才工程、享受国务院特殊津贴、“有突出贡献中青年专家”。2022年2月当选美国微生物学院院士。曾任上海市公共卫生临床中心党委书记、副主任，复旦大学附属华山医院院长助理，现任深圳市第三人民医院院长。
卢洪洲是全球首个发现人感染H7N9禽流感个案的传染病医生，同时拥有艾滋病、H1N1、COVID-19等不同传染病的患者救治经验，并持续开展其相关研究，被誉为“公共卫生战士”。

## 生平

### 早年经历
卢洪洲出生于安徽淮北，1982年从淮北市第一中学毕业考入蚌埠医学院，大学期间多次参加英文演讲比赛，并多次获得第一名。毕业后曾在淮北市人民医院心内科工作。

### 上海
1993年3月18日，卢洪洲到上海华山医院进修，当时由于心内科要排队，于是卢转进传染科进修，期间报考了上海医科大学（现复旦大学上海医学院）心内科硕士研究生。后卢洪洲通过考试并达到录取分数线，随即成为时任华山医院感染科主任翁心华的学生，也是他带的第一个硕士生和博士生。1999年卢洪洲博士毕业时，经闻玉梅院士和翁心华的共同推荐，卢洪洲到美国范登堡大学做留美博士后，2001年回国后从事艾滋病方面的研究。
2000年4月-2005年12月任华山医院感染病科副主任、党支部书记；2002年9月-2003年4月任复旦大学附属眼耳鼻喉科医院院长助理（挂职）。期间中国大陆出现SARS疫情，当时世界卫生组织工作人员来中国考察，其任务是研究决定中国的哪些城市需要被划定为疫区。由于卢洪洲的英文优异，时任上海市卫生局局长刘俊将他借调到卫生局，专职负责世卫组织的接待工作。彼时上海出现了两个病例，于是卢洪洲和疾控中心的同事们与世卫组织官员进行反复沟通、协商。因上海的科学的防治预案和积极有效的沟通，促成了世界卫生组织修改了疫区的定义，上海没有划归为疫区，最大限度地减少了城市损失。
2004年11月-2012年12月任上海市公共卫生临床中心副主任兼感染科主任。任职期间的2009年，墨西哥发生了甲型H1N1流感疫情，当年5月中国政府决定暂停接受墨西哥来华航班，并决定派中国包机去墨西哥接回滞留的中国旅客，但仍有大批旅客滞留墨西哥。当局研究决定，飞机上必须配备一位疾病防控经验丰富、英语沟通能力强的感染病专家随同。卢洪洲随即飞赴墨西哥，将滞留当地的98名中国旅客与随行的20名机组人员接回国，包机抵达上海浦东国际机场后，机上全部人员接受7天隔离观察。隔离结束后，卢洪洲受到一大批民众的热烈欢迎，用国旗鲜花和掌声前来迎接。后担任上海市甲型H1N1流感治疗专家组组长。
2012年12月，担任上海市公共卫生临床中心党委书记，复旦大学附属华山医院院长助理。任职后不久的2013年春节后，卢洪洲前往外院会诊，发现三名患者的临床表现均与重症甲流相似，但已知常规病原体的检测结果均呈阴性。2月26日，卢洪洲发现病人的情况已至晚期，院方虽按照甲流的治疗方法对其使用了达菲等药物，但效果不佳，最终不治身亡。3月22日，上海将标本上报至中国疾控中心，29日，中国疾控中心从患者的标本中分离到新型禽流感病毒，30日诊断为人感染H7N9禽流感病毒，为全球首例人感染H7N9的个案。卢洪洲之后担任上海市流感（H7N9）防控临床专家组组长，参与编制了H7N9救治指南，对全国医生进行相关培训。2014年11月9日，在非洲出现埃博拉疫情后，卢洪洲作为中国首批援助西非公共卫生培训队临时党支部副书记，被指派前往塞拉利昂支援当地抗疫工作，是上海首批唯一一名支援埃博拉抗疫工作的专家。期间卢洪洲与当地医生交流诊疗体会，还应邀参加每周两次的塞拉利昂全国病例管理分析例会，参与修改治疗指南手册，并获得授权将其翻译成中文。卢洪洲于2015年1月12日完成援非任务后回国，在经过在京21天的医学观察后于2月2日返沪。
2019年4月20日，世界卫生组织官员到卢洪洲工作单位实地指导工作，强调上海防控H7N9疫情应对迅速、高效、专业，并邀请卢洪洲起草H7N9疫情防控英文指南。世界卫生组织还决定将WHO新发传染病临床管理、研究与培训中心落户上海，任命卢洪洲为该中心主任。
2020年1月，2019冠状病毒病在中国大陆大规模爆发，卢洪洲担任全国新冠肺炎医疗救治专家组成员。在疫情爆发前夕的2019年12月17日，卢洪洲曾到武汉金银潭医院就如何做好传染性疾病的救治和院内感染控制等内容开展专题讲座和培训。2020年1月2日又组织上海公卫中心工作人员进行了培训，1月15日上海公卫中心面向临床医护人员举办新型冠状病毒感染防治培训，为收治患者做好准备及预案。疫情在上海出现后，卢洪洲自2月开始留院工作，全力救治患者。因院内闭环工作压力较大，他的体重由最初的75公斤降到了67公斤，到同年5月赴北京出差时因登机时人脸识别无法与身份证匹配不能正常通过。卢洪洲还率领团队评估了两种抗艾滋病药洛匹那韦和利托那韦在COVID-19中的治疗作用，相关论文发表在《中华传染病杂志》中，阅读量也打破该刊创刊以来的最高记录；而卢洪洲还在患者中开展了恢复期血浆治疗重症患者的研究。结合各项临床实践和临床研究，2020年3月16日，由卢洪洲领衔撰写的《上海市2019冠状病毒病综合救治专家共识》发布，这一共识方案降低了上海市COVID-19患者的重症率和病死率，同时为全球多个国家的COVID-19防治提供参考。2020年5月20日，卢洪洲联合瑞金医院陈赛娟院士团队在《自然》发表研究成果，指出武汉华南海鲜市场并非疫情源头，强调需要更多的溯源的研究。

### 深圳
2021年10月11日，卢洪洲离开工作20多年的上海，南下深圳，任深圳市第三人民医院院长、深圳市抗疫专家组组长。其选择深圳任职的原因是深圳的活力与创新型项目。任内，卢洪洲强调始终用科技手段抗击疫情，在临床、科研和药品研发方面加大科技攻关的力度。2022年2－3月深圳出现2019冠状病毒病聚集性疫情后，卢洪洲针对本轮疫情发表看法，强调疫情不可以“躺平”，必须坚持“动态清零”。他还建议感染奥密克戎变异株的患者进行鼻腔冲洗，患者通过鼻腔冲洗可以缩短病毒转阴的时间。
2021年12月12日，当选深圳生物医药促进会生物样本库主任委员。2022年7月13日，当选深圳市医院协会生物样本库专业委员会主任委员。

## 社会职务
曾任和现任世界卫生组织新发传染病临床诊治、培训、研究合作中心共同主任；世界卫生组织临床专家组专家、国家卫生健康委疾病预防控制专家委员会及医疗机构感染防控专家委员会委员；国家新冠病毒病救治专家组与境外抗疫专家组后方支持团队成员；国家卫生健康委艾滋病、（禽）流感、出血热、黄热病、寨卡病毒病、新型冠状病毒肺炎、感染病质量控制中心专家组成员；欧美同学会（中国留学人员联谊会）医师协会传染病分会主任委员；中国性病艾滋病防治协会学术委员会副主任委员兼艾滋病合并结核专业委员会主任委员、国家卫生健康委医药卫生科技发展研究中心临床医学专家委员会委员、国家医师资格考试临床类别试题开发专家委员会委员；国家卫生健康委能力建设和继续教育传染病学专家委员会委员兼艾滋病学组组长。中华医学会热带病与寄生虫病学分会前任主任委员兼艾滋病学组组长、中华医学会感染病学分会艾滋病专业学组副组长、中华预防医学会医疗机构公共卫生管理分会副主任委员、中华医学会卫生学分会临床与预防学组委员；中华医学科技奖评审委员会委员；中国医院协会传染病医院分会副主任委员；白求恩精神研究会理事；全国艾滋病临床试验联盟与全国公共卫生临床联盟召集人、国家抗艾滋病病毒药物工程技术研究中心委员、长江三角洲传染病防治医联体与艾滋病诊治创新联盟召集人；上海市医学会感染病学分会主任委员、上海市医师协会感染病学分会副主任委员、上海市预防医学会卫生专科学会副主任委员及艾滋病性病防治专业委员会理事兼副主任委员、上海市药学会理事兼药物治疗专业委员会副主任委员、上海市微生物学会医学真菌专业委员会副主任委员、上海市新发与再现传染病研究所副所长、上海公卫医师规范化培训专家委员会副主任委员；上海市健康管理研究会理事兼体检专业委员会主任委员；上海市突出贡献专家协会健康专业委员会主任委员、上海市艾滋病诊疗中心主任、上海市艾滋病治疗专家组组长、上海市艾滋病性病防治协会副秘书长、上海市母婴安全专家委员会委员；上海市（禽）流感、埃博拉、黄热病、寨卡病毒病临床专家组组长；复旦大学生命科学学院兼职教授；上海社会科学院绿色数字化发展研究中心专家委员会委员、大熊猫国家公园珍稀动物保护生物学国家林业和草原局重点实验室学术委员会委员等。

## 著作
卢洪洲曾在中国及境外发表各类论文448篇，其中在SCI引用杂志包括《自然》、《细胞探索》、《新英格兰医学杂志》发表论著189篇；主编专业参考书12部。

## 荣誉
先后荣获全国道德模范与身边好人（中国好医生）、“白求恩式好医生”、科学中国人（2016）年度人物、 “影响中国”（2014年度）科技人物、2014年度“一健康基金”特别奖、2020年度“一健康基金”优秀教师一等奖、全国医药卫生系统先进个人、全国抗击“非典”先进个人、“公卫先锋”奖、“上海市优秀共产党员”、上海市“人道博爱奖”、中国医药科技创新人物、团中央与全国学联“中国大学生跨世纪发展奖励基金”；“上海领军人才”、“上海市优秀学科带头人”、“上海市医学领军人才”；上海市“五一劳动奖章”获得者、上海市卫生系统“银蛇奖”、 “仁心医者▪上海市杰出专科医师奖”、“医务工匠”、文明职工、“创新之星”、“优秀发明银奖”；上海市卫生局先进工作者并行政记大功一次、上海市科委“明治乳业科学奖”；美国肝病学会-亚太肝病学会奖、艾滋病国际倡导联盟“精忠奖”等荣誉。2015年3月24日获得“2015中国十大最美援外医生”荣誉称号，以表彰援助西非国家防控埃博拉出血热公共卫生师资培训任务时做出的杰出贡献，为上海唯一获得此荣誉的人物。2017年以“以防控人感染H7N9禽流感为代表的新发传染病防治体系重大创新和技术突破”项目共同获得国家科学技术进步奖特等奖。
2020年12月15日，卢洪洲与陈赛娟院士凭借COVID-19疫情源头的研究成果共同获得法国“夏邦克-杜博赛”奖，这是法国医学科学院设立该奖项以来首次授予非法籍科学家。2021年12月1日，卢洪洲团队凭借“新冠肺炎临床转归机制和治疗策略的建立与应用”获得上海市科技进步奖一等奖。2022年1月，入选由人民日报健康客户端、人民日报旗下健康时报主办的第五届“人民名医”名单。

### 以卢洪洲的名字命名的细菌
- 卢洪洲拟杆菌 Bacteroides luhongzhouii Ge et al. 2021[25]

## 家庭与个人生活
根据媒体公开报道，卢洪洲的妻子名为刘晓燕，两人育有一女。